# Coryphodema tristis
Coryphodema tristis is een vlinder uit de familie houtboorders (Cossidae). De wetenschappelijke naam van deze soort is voor het eerst geldig gepubliceerd in 1782 door Drury.
De soort komt voor in tropisch Afrika.